# Johann Georg Schütz

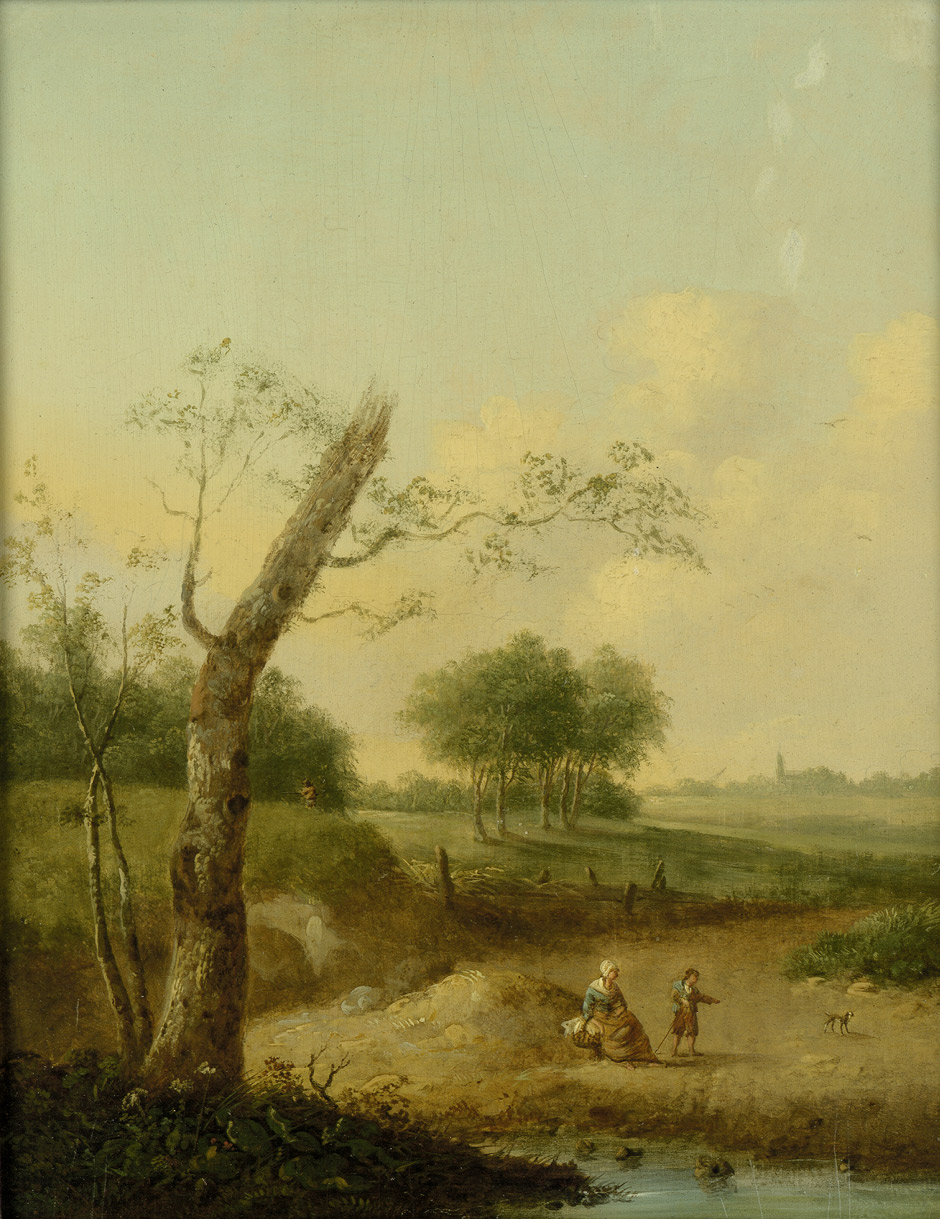
Paesaggio con contadina e figlio presso un fiume (1751)

Johann Georg Schütz, o Schüz (Francoforte sul Meno, 16 maggio 1755 – Francoforte sul Meno, maggio 1813  o 1815), è stato un pittore, incisore e disegnatore tedesco, specializzato in pittura paesaggistica.

## Biografia
Appresi i rudimenti dell'arte dal padre Christian Georg Schütz, nel 1776 proseguì i suoi studi artistici presso l'Accademia di Düsseldorf, dove eseguì copie da Rubens(Castore e Polluce, La caduta di Sennacherib). Nel 1779 vinse il secondo premio all'Accademia. Dipinse, inoltre, il sipario del teatro di Francoforte sul Meno con l'aiuto del padre. Nel 1784, per perfezionarsi ulteriormente, si recò Roma dove rimase per sei anni vivendo con altri pittori tedeschi. Qui studiò le opere antiche e di Raffaello ed eseguì anche copie dal vero. Strinse amicizia con Goethe. Ritornato in patria, si stabilì definitivamente nella sua città natale, dove era noto come Schütz dei Romani (Schütz des Römers).
Dipinse soprattutto paesaggi, anche con figure di staffage, soggetti storici e di genere. Eseguì anche incisioni da sue opere, come il Ritratto del decano Johan Amos a Francoforte e La ragazza savoiarda con lira e gabbia con uccello del giugno 1775.

## Opere
- Paesaggio con contadina e figlio presso un fiume, olio su tavola, 23 x 19 cm, 1751
- Ritratto del decano Johan Amos a Francoforte[1]
- La ragazza savoiarda con lira e gabbia con uccello[1]